# Ctenjapyx
Ctenjapyx es un género de Diplura en la familia Japygidae.

## Especies
- Ctenjapyx boneti Silvestri, 1948
- Ctenjapyx parkeri Smith, 1964